# ماریا شل
ماریا مارگارت آنا شل (به انگلیسی: Maria Margarethe Anna Schell) (زاده ۱۵ ژانویه ۱۹۲۶ وین - درگذشته ۲۶ آوریل ۲۰۰۵ پرایتنگ، کرنتن) بازیگر اتریشی-سوئیسی بود که جام وُلپی را برای بهترین بازیگر نقش زن در جشنواره فیلم ونیز در ۱۹۵۶ را برای فیلم ژِروِز دریافت کرد.

## زندگی‌نامه
ماریا شل در ۱۵ ژانویه ۱۹۲۶ در وین زاده شد. پدرش یک نویسنده سوییسی و مادرش بازیگری اتریشی بود. او خواهر بزرگتر بازیگر سینما ماکسیمیلیان شل و همچنین بازیگرهای کمتر شناخته‌شده کارل شل و ایمی شل بود.
ماریا شل دو بار ازدواج کرد. بار نخست با هرست هاچلر و بار دوم با ویت رلین. حاصل ازدواج دومش دختری به نام ماری ترس رلین (زاده ۱۹۶۶) بود که بازیگر است. او با نمایشنامه‌نویسی اهل بایرن ازدواج کرد و صاحب سه فرزند شد و در سال ۲۰۰۴ در اینترنت و رسانه‌ها به عنوان سخنگوی زنان خانه‌دار حاضر شد.
شل دوران پایانی عمرش را در ناسلامتی و انزوا در کرنتن در بخش اتریشی آلپ سپری کرد تا سرانجام در ۲۶ آوریل ۲۰۰۵ در اثر سینه‌پهلو در سن ۷۹ سالگی درگذشت.

## بازیگری

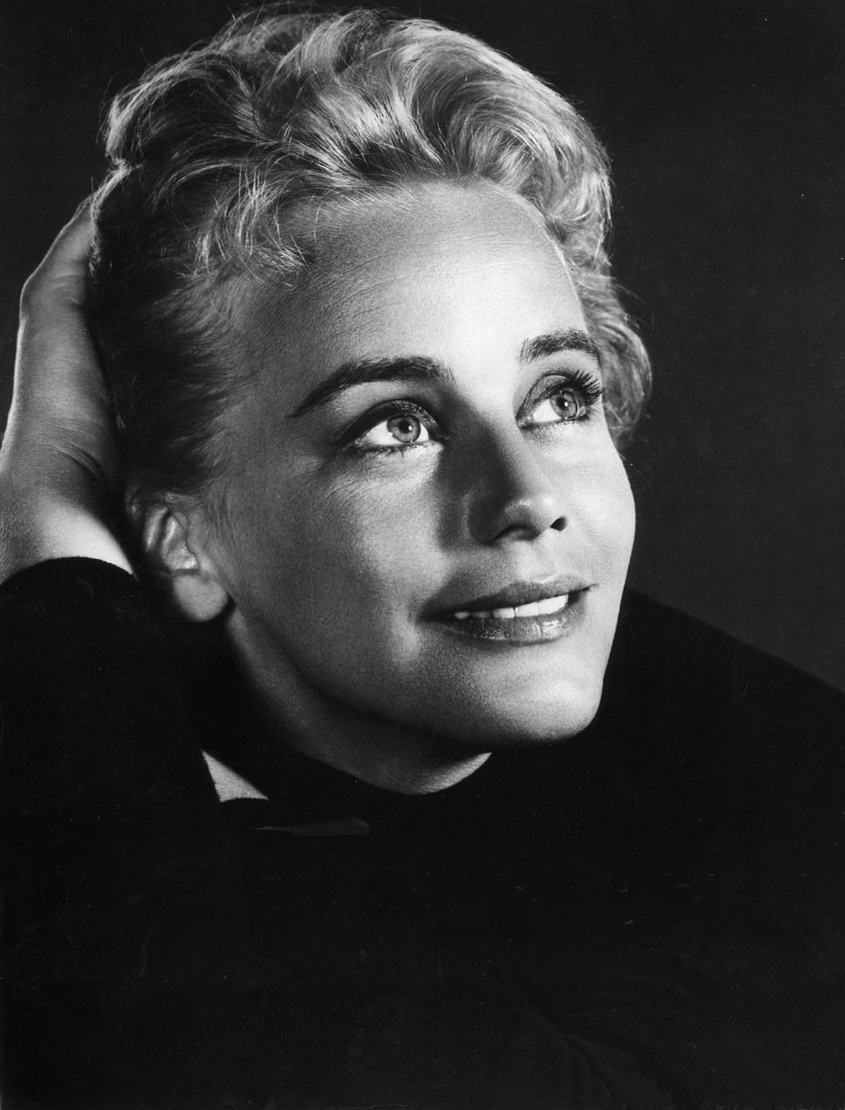
ماریا شل ۱۹۵۸

ماریا شل در فیلم‌هایی مانند دکتر هُل (۱۹۵۱)، زمان بسیار اندک (۱۹۵۲)، قلب ماجرا (۱۹۵۳)، ژِروِز (۱۹۵۶)، شبهای سفید (فیلم) (۱۹۵۷)، رُز بِرند (۱۹۵۷)، برادران کارامازوف (۱۹۵۸)در نقش گروشنکا، درخت اعدام (۱۹۵۹)، سیمارون (۱۹۶۰)، ۹۹ زن (۱۹۶۹)، قاضی خونخوار (۱۹۷۰)، سفر نفرین‌شده (۱۹۷۶)، جنون بورژوازی (۱۹۷۶) و سوپرمن (۱۹۷۸) به نقش‌آفرینی پرداخت و در قسمت دوم فیلم سوسن‌های دشت در نقش مادر ماریا بازی کرد.
ماریا شل در دوران بازیگری اش در مقابل بازیگرانی همچون یول برینر، مارچلو ماسترویانی، سوزی دلر، گری کوپر و مارلون براندو ایفای نقش کرد. همچنین پنج بار در سریال‌های تلویزیونی کمسیر درک به عنوان هنرپیشه مهمان ظاهر شد. او در سال ۱۹۷۶ در نمایش برادوی قاتل بیچاره بازی کرد.

آخرین حضور او در مراسم رسمی نمایش فیلم مستند برادرش «خواهر من ماریا»(۲۰۰۲) بود.

## خودزندگی‌نامه‌ها
1985: Die Kostbarkeit des Augenblicks. Gedanken, Erinnerungen. Langen Müller, München, ISBN 3-7844-2072-9.

۱۹۹۸: „... und wenn’s a Katz is!“ Mein Weg durchs Leben. Lübbe, Bergisch Gladbach, ISBN 3-404-12784-6.